# ایزوبنزن
ایزوبنزن (به انگلیسی: Isobenzan) یک ترکیب شیمیایی است. شکل ظاهری این ترکیب، پودر بلوری قهوه‌ای روشن مایل به سفید است.